# Жеков, Никола
Никола Тодоров Жеков (25 декабря 1864 [6 января 1865], Сливен — 1 ноября 1949, Фюссен, Германия) — болгарский военачальник, генерал пехоты (1936), военный министр (1915), главнокомандующий Действующей армией во время Первой мировой войны (1915—1918).

## Образование
Окончил Военное училище в Софии (1887), Военную академию в Турине, Италия (1898).

## Военная служба
- В октябре 1885, во время сербско-болгарской войны, служил юнкером-добровольцем в резервном полку.
- В августе 1886, ещё будучи юнкером, участвовал в военном перевороте, свергнувшем царя Александра Баттенберга. За это был разжалован, переведён рядовым в 12-й пехотной полк, но затем амнистирован.
- В 1887—1894 служил в 5-м, затем во 2-м артиллерийских полках.
- В 1894—1898 учился в Военной академии в Турине.
- В 1898—1901 служил в 3-м артиллерийском полку, затем офицером для особых поручений в штабе армии.
- С 1901 — преподаватель педагогики и инспектор классов в Военном училище.
- В 1903—1910 — начальник школы подпоручиков запаса.
- В 1910—1912 — командир 1-го пехотного полка.
- С 18 февраля по 19 сентября 1912 — начальник Военного училища.
- В 1912—1913, во время 1-й Балканской войны — начальник штаба 2-й армии, действовавшей на одринском направлении.
- В 1913, во время 2-й Балканской (Межсоюзнической) войны был тяжело болен, в связи с чем в ней не участвовал, а во время демобилизации армии был назначен начальником штаба оккупационных войск в Западной Тракии.
- В 1913—1914 участвовал в дипломатической миссии в Стамбул, где вёл переговоры о заключении болгаро-турецкой военной конвенции.
- В 1914—1915 — помощник начальника штаба армии.
- В 1915 — командир 8-й пехотной дивизии.
- С 6 августа по 21 сентября 1915 — военный министр.

### Главнокомандующий
24 сентября 1915 по настоянию царя Фердинанда был назначен главнокомандующим Действующей армией, участвовавшей в Первой мировой войне. Фактически руководил всеми действиями болгарских вооружённых сил при номинальном верховном главнокомандующем царе Фердинанде (в то же время его деятельность находилась под контролем германского командования). Пользовался значительным авторитетом в армии, считался хорошим оратором.
За время его командования болгарские вооруженные силы добилась ряда успехов. Осенью 1915 1-я и 2-я болгарские армии участвовали в боевых действиях против сербской армии, способствуя австро-германским войскам, наносившим основной удар. В результате они овладели укреплённым пунктом Ниш, отбросили войска сербов от сербско-румынской границы, прервали сообщение Сербии с войсками Антанты, высадившимися в Салониках. К концу ноября болгарские войска заняли большую часть Косова, к декабрю 1915 оккупировали Вардарскую Македонию. В августе 1916 они же заняли несколько городов в Греции. С сентября 1916 3-я болгарская армия успешно действовала против Румынии, взяв 6 сентября крепость Тутракан (Туртукай), в октябре 1916 она заняла Южную Добруджу, а к началу 1917 — и Северную Добруджу.
Однако общее течение Первой мировой войны складывалось не в пользу Германии и Австро-Венгрии, союзниками которых была Болгария, в стране обострялись политические проблемы. Длительная война вызывала недовольство солдат, которое привело к их открытым выступлениям против начальства. 8 сентября 1918 генерал Жеков отбыл на лечение в Вену, а уже 14 сентября войска Антанты начали решительное наступление на Салоникском фронте, на следующий день фронт был прорван, а 24 сентября началось солдатское восстание. 29 сентября в Салониках было заключено перемирие на тяжёлых для Болгарии условиях. 3 октября царь Фердинанд отрёкся от престола, а на следующий день генерал Жеков, находившийся в Вене, был уволен в запас.

## Политическая и общественная деятельность
В 1918—1921 генерал Жеков жил в эмиграции в Австрии и Германии. В 1921 вернулся в Болгарию, где был приговорён к 10 годам лишения свободы по обвинению в том, что являлся одним из виновников национальной катастрофы Болгарии во время Первой мировой войны. 10 июля 1924 был досрочно освобождён из заключения, участвовал в нереализованных планах военного переворота, направленного на свержение правительства Александра Цанкова.
Являлся председателем Союза воздушно-химической обороны Болгарии, почётным председателем Общества кавалеров ордена «За храбрость». С 1931 читал лекции в Военной академии, в 1936 царь Борис III произвёл его в генералы пехоты — высшее звание в болгарской армии того времени. В 1937—1942 был редактором издания «Българска военна мисъл». Автор многочисленных трудов, в том числе «Политическая жизнь Болгарии и армия» (1924), «Конная дивизия в 1912 и 1916» (1927), «Болгарская армия. 1878—1928» (1928), «Война как общественное явление и неизбежное зло» (1931), «Война была и будет, вопреки её ужасам и разорению» (1931), «Проблемы Главного командования» (1936), «Масонство и еврейство» (1940), «Германия и Болгария. Статьи и речи. Т. 1» (1943). Автор военно-теоретических и военно-исторических статей, опубликованных в болгарских военных изданиях.
Придерживался правых политических взглядов, был сторонником расширения связей с нацистской Германией, выдвигал идеи национального единства и беспартийного правления, выступал с антисемитских позиций. Имел личные встречи с Адольфом Гитлером, в июле 1940 по приглашению германского верховного командования посетил Западный фронт. В 1940—1944 был почётным председателем крайне правого Союза болгарских национальных легионов (председателем был генерал Христо Николов Луков). В марте 1942 Гитлер наградил его 500 тысячами рейхсмарок за заслуги во время Первой мировой войны, которые он направил на создание фонда обучения болгарских офицеров.
В сентябре 1944, перед вступлением на территорию Болгарии советских войск эмигрировал в Германию. 1 февраля 1945 заочно приговорён к смертной казни так называемым «Народным судом». До своей смерти проживал в Германии, где был похоронен.
7 ноября 1992 его останки были перенесены в Военный мавзолей в Софии. Одна из улиц Софии названа его именем.

## Звания
- С 27 апреля 1887 — подпоручик;
- С 18 мая 1890 — поручик;
- С 2 августа 1894 — капитан;
- С 1 января 1901 — майор;
- С 1 января 1905 — подполковник;
- С 18 мая 1909 — полковник;
- С 2 августа 1915 — генерал-майор;
- С 6 октября 1916 — генерал-лейтенант;
- С 6 мая 1936 — генерал пехоты.

## Награды
- орден «За храбрость» 2-й и 3-й степеней, 2-го класса.
- орден святого Александра 1-й степени с мечами и Великий крест этого ордена без мечей.
- орден «За военные заслуги» 4-й и 5-й степеней.
- орден Pour le Merite («За заслуги», Германия).
- Железный крест 1-го и 2-го класса (Германия).
- орден Красного орла 2-й степени и Большой крест этого ордена с мечами (Германия).
- орден Вюртембергской короны с мечами (Германия).
- орден Железной короны 2-й степени (Австро-Венгрия).
- орден Леопольда 1-го класса (Австро-Венгрия).
- медаль «За военные заслуги» (Османская империя, 1915).
- золотой орден «Имтияз» (Османская империя, 1916).
- серебряный орден «Имтияз» (Османская империя, 1916).
- орден «Османие» с бриллиантами (Османская империя, 1917).